# Serenáda (opera)
Serenáda (ve francouzském originále La Sérénade) je komická opera (opéra comique) o jednom dějství francouzské skladatelky Sophie Gailové z roku 1818. Libreto k ní napsala spisovatelka Sophie Gayová podle stejnojmenné klasicistní komedie Jeana-Françoise Regnarda z roku 1694. Její premiéra se konala 2. dubna 1818 v pařížském divadle Théâtre de l'Opéra-Comique, přesněji v jeho tehdejší budově zvané Théâtre Feydeau.

## Vznik, historie a charakteristika
Opéra-Comique, jedno z vůdčích francouzských divadel, uvádělo ve 2. polovině 18. a 1. polovině 19. století sporadicky, ale nikoli jen výjimečně, i díla žen-skladatelek. Z nich největší ohlas získala díla (Edmée-)Sophie Gailové (rozené Garreové, 1775–1819), a to hned první, Dva žárlivci. Gailová pak v rychlém sledu napsala další tři opéry comique, Slečna de Launay v Bastile, Angela aneb Ateliér Jeana Cousina – spolu s Françoisem-Adrienem Boieldieuem – a nakonec Záměna, ale s klesajícím ohlasem, zejména pak s útoky tisku. Po několikaletém odmlčení – které zčásti vyplnila pobytem v Anglii, kde byl obdivován její talent jako klavírní virtuosky – pak byla uvedena její pátá a poslední opera, La Sérénade.
Na této opeře se Gailová sešla se svou přítelkyní a spisovatelkou Sophií Gayovou (Marie-Françoise-Sophie Nichault de la Valette, 1776–1852), pro kterou to bylo první dílo pro divadlo. Na tento námět Gayová přišla při cestě do Španělska – proto také byla tato opera původně zamýšlena jako Španělská serenáda, La Sérénade espagnole – ale sleduje původní Regnardovu klasicistní komedii, která využívá spíše postav commedia dell'arte. Regnardův a Gayové humor vychází z Molièra (Scapinova šibalství) a potažmo z Plauta a Terentia, a je tedy mnohem přímější než většina soudobé tvorby. I Gailové hudba je oproti jejím předchozím operám barvitější a často využívá pastiš nebo parodii, například pochod vojáků z Sacchiniho opery Œdipe à Colone nebo árii Ombra adorata ze Zingarelliho opery Giulietta e Romeo.
Při uvedení si autorky zachovaly formální anonymitu, i když veřejnosti nezůstaly utajeny. Ke skutečnosti, že tato opera byla výjimečně dílem dvou žen, přistupovala homonymie jejich jmen a lidé je označovali jako „hezká Sophie a škaredá Sophie“ („škaredá“ byla Gailová) nebo „Sophie pro slova a Sophie pro hudbu“. Některé dobové recenze pochybovaly o talentu obou žen; Alphonse Martainville v Gazette de France oznamoval, že se na hudbě výrazně podílel španělský zpěvák a skladatel Manuel García, a připisoval veškeré silné stránky textu a hudby Regnardovi a Garcíovi, zatímco všechny slabiny Gayové a Gailové (recenze je výrazně protiženská: „Ó, nejprve nepochybujeme, že [hudba] je od ženy-skladatelky: pár slabých písniček, chudý doprovod a neumělá struktura…“). O účasti Manuela Garcíi je dnes obtížné soudit; zachovaná partitura je plně z ruky Gailové, nicméně případný příspěvek Garcíi je možné předpokládat zejména v parodiích na italskou operu, se kterou měl mnohem větší zkušenosti (text však pořídila Gayová, jež byla po matce Italka). Oficiálně jako spoluautor García nikdy uváděn nebyl. Henri Malo v životopose Sophie Gayové jen poznamenává, že „[p]artitura obsahovala velmi dobré věci, podle mínění samotného Garcíi, který si pobrukoval všechny kousky“. Ostatně Gazette nationale právě v italizující barkarole poznává ruku Gailové: „Autor hudby chtěl zůstat v anonymitě, ale kouzelná barkarola, kterou do Serenády vložil, ho – nebo přesněji řečeno ji – ji prozradila.“ Naopak pozdější úvaha Félixe Clementa ve vlivném Dictionnaire lyrique o účasti Boieldieua je pouhým dohadem. Clément navíc z protiženského pohledu – ale také z pohledu pozdější viktoriánské morálky – protestoval proti libretu: „Není zvykem, aby ženy, které píší pro divadlo, byly méně zdrženlivé ve svých situacích a dokonce ve svých výrazech než muži. Libreto paní Gayové nejen uráží dramatickou morálku, ale obsahuje obrazy a slova, jež urážejí mravopočestnost.“
I Martainville přiznává velkou účinnost alespoň těm kusům, v nichž tuší Garcíovo dílo. Gazette nationale vyzdvihovala modernost hudby: „Hudba, bohatá na skladbu a harmonii, vyvolala u diváků různé mínění. Možná její lesklý, ba nablýskaný styl trochu kontrastuje s tónem dialogů a charakterem postav. Někdo by toužil po více prostoty a přirozenosti. Ale příznivci Mozartovy školy nebudou tohoto názoru.“ Journal de Paris referuje, že „Trochu nepříliš galantního pískotu chtělo marně protestovat proti úspěchu, o kterém bylo zcela rozhodnuto při pěkné scéně koncertu, která uzavírá dílo, a zejména při okouzlujícím tercetu [=barkarole], kterou obecenstvo jednohlasně žádalo zopakovat a zahrnulo potleskem.“ Příznivě o díle obou autorek referovaly i Journal général de France („partitura Serenády je ke cti paní G…l stejně jako její slova ke cti paní G…y“) nebo La Quotidienne („Kus hraný tento večer v Opéra-Comique pod názvem Serenáda získal živý potlesk; dialog plný přirozenosti a upřímnosti, rozmanitá a důvtipná hudba zajistily jeho úspěch.“). Podle muzikoložky Jacqueline Letzterové spočívala část úspěchu Serenády v tom, že smiřovala francouzský a italský styl, jejichž konfrontace byla velkým hudebně-filosofickým tématem francouzské opery od jejího zrodu.

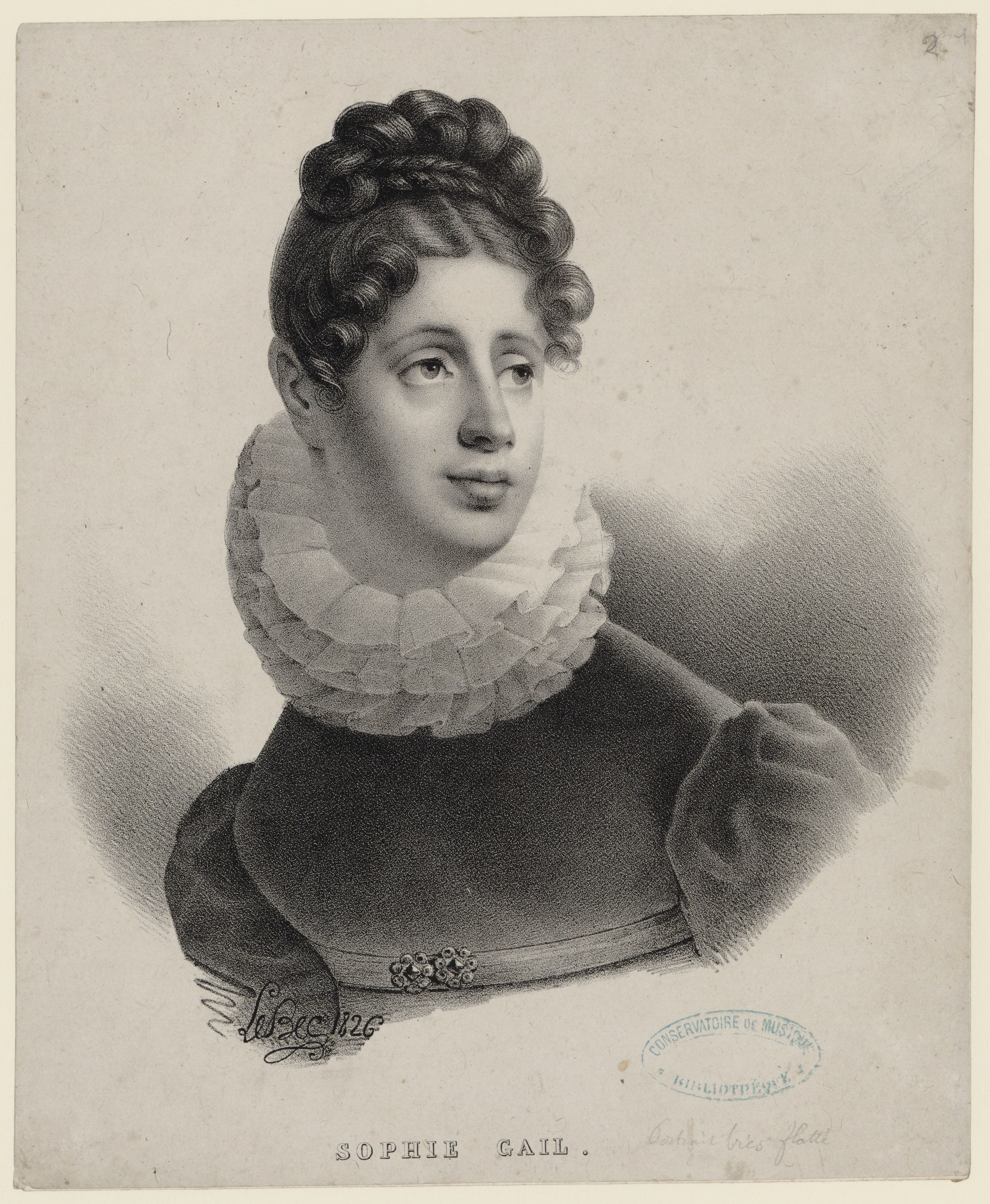
Sophie Gailová, rytina podle malby Eugèna Isabeye z roku 1826

I Serenáda dorazila do provinčních divadel, i když méně často než Dva žárlivci; hrála se například v Douai roku 1819, v Le Havru roku 1824. Hrála se i v blízkém zahraničí (v Bruselu poprvé již 23. prosince 1818) Nejpopulárnějším číslem se již při premiéře stala barkarola O pescator dell'onda, která se dočkala samostatných vydání a zpívala se například v Rouenu na operním koncertě 31. října 1818 Sophie Gayová usilovala o uvedení Serenády rovněž při příležitosti Cášského kongresu, kde byly obě autorky přítomny, ale z toho sešlo pro politický odpor pruské a rakouské delegace k francouzským představením. Partitura Serenády byla věnována nizozemské královně Vilemíně.
Serenáda měla v Opéra-Comique úspěch, dosáhla 76 repríz a hrála se až do roku 1823. Byla však pro Gailovou posledním triumfem; již roku 1819 skladatelka zemřela. Významný francouzský hudební historiograf Castil-Blaze ve svém díle De l’opéra en France označil opery Sophie Gailové, a konkrétně Dva žárlivce a Serenádu, za „to nejlepší v tomto žánru, co vyšlo ze ženského pera“.
První inscenaci Serenády od 19. století uvedlo na přelomu let 2022 a 2023 divadlo Opéra Grand Avignon v Avignonu.

## Osoby a první obsazení
| osoba                             | hlasový obor | premiéra (2. dubna 1818)                   |
| --------------------------------- | ------------ | ------------------------------------------ |
| Pan Grifon, otec Valèra           | baryton      | Augustin (vl. jm. Louis-Hercule) Vizentini |
| Valère, milenec Léonor            | tenor        | Louis-Antoine-Éléonore Ponchard            |
| Léonor                            | mezzosoprán  | Marie-Françoise Desbrosses                 |
| Pan Mathieu                       | baryton      | Antoine Jul(l)iet ml.                      |
| Scapin, Valèrův sluha             | basbaryton   | Jean-Blaise Martin                         |
| Marine, společnice paní Argantové | soprán       | Marie-Julienne Boulanger                   |
| Champagne, sluha pana Mathieua    | …            | Moreau                                     |
| Hudebníci                         |              |                                            |

## Děj opery

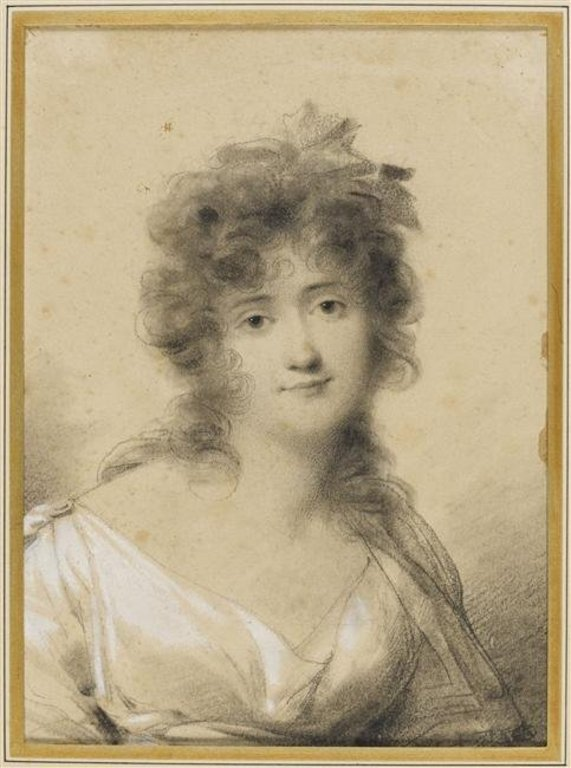
Libretistka Serenády Sophie Gayová kolem roku 1801, kresba Jeana-Baptista Isabeye.

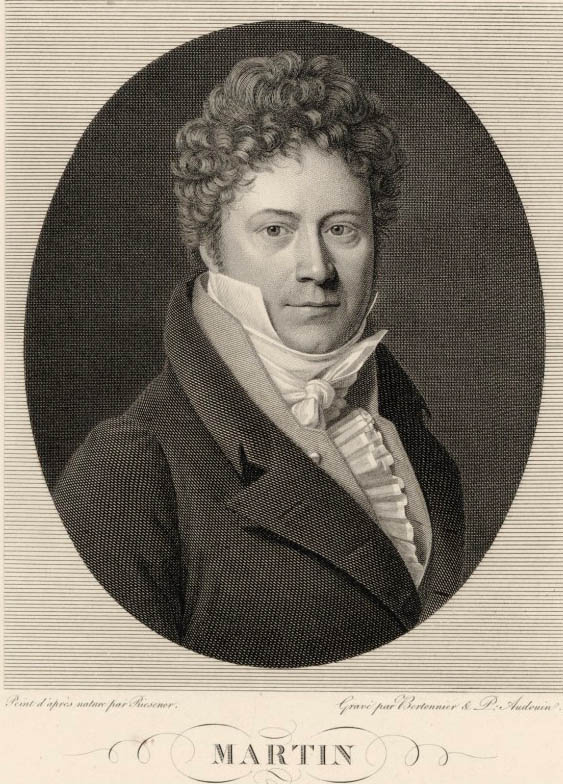
Jean-Blaise Martin, slavný barytonista a první představitel Scapina v Serenádě, litografie H.-F. Riesenera podle P.-F. Bertonniera

Lichvář Mathieu chce mluvit s paní Argantovou o ženichovi, kterého vyhledala pro svou dceru Léonor, ale Marine, společnice paní Argantové, ho posílá pryč: co se má co plést do sňatkových záležitostí (č. 1 introdukce a duet En vain vous voulez lui parler... Quand il s'agit de mariage). Methieu se do nich také míchat nechce, jen paní Argantové vyřizuje, že jejímu budoucímu zeti prodal cenný náhrdelník. Marine vyzvídá, co je nápadník zač – inu, pan Grifon je bohatý a starý. Navíc si prý usmyslil, že své nastávající dá dnes večer zahrát pod okny serenádu, a teď shání hudebníky. Marine ale ví, že Léonor má ráda mladého a peníze postrádajícího Valèra, a předává Valèrovu sluhovi Scapinovi dopis od ní pro jeho pána. Oba sloužící spolu laškují a Scapin z prostořeké Marine snadno vymámí informace o obsahu Léonořina psaníčka (č. 2 duet Beauté divine, beauté fière! ... Je te forcerai bien apprendre). Scapin může vzápětí dopis Valèrovi předat; Valère se dočítá, že Léonor se má des vdávat a že ho prosí, aby to nějak překazil. Valère pověřuje tmto úkolem šibala Scapina (č. 3 duet Que dis-tu? renoncer à l'objet que j'adore! ... Si vous m'aimez autant que je vous aime... Ah! si mon intrigant génie).
Blíží se Grifon v hovoru s Mathieuem. Grifon lichváři předává druhou splátku za náhrdelník, přebírá od něho šperk a pro poslední splátku si má Mathieu poslat ke Grifonovi domů některého sluhu, který se má prokázat Mathieuovým dopisem. Poté si Grifon všimne svého syna a Scapina. Protože Valère nechce přiznat, že si při své nemajetnosti drží sluhu (který zatím slouží bez gáže), představuje ho otci jako hudebníka z Opery. Grifon se nezajímá o syna, s nímž nechce nic mít – zejména mu nechce dát peníze – zato hudebníka by nutně potřeboval pro svou serenádu. A Scapin mu předvádí, jak bravurně by se – spolu s početným orchestrem a dalšími sólisty – dokázal tohoto úkolu zhostit (č. 4 velká árie Sans me vanter, la douce Polymnie... Nous braverons pour lui les plus sanglants hazards... Ombra adorata, aspetta... ). Na Grifona je to trochu příliš, zejména co do finančních nákladů, ale nakonec souhlasí.
Přichází paní Argantová s Léonor a Marine. Paní Argantová chce představit Léonor jejího ženicha; ta je nejprve příjemně překvapena, neboť si myslí, že jím je Valère, ale matka ji vyvede z omylu: nápadníkem je jeho otec Grifon. Zjevná náklonnost Valèra a Léonor je pro oba rodiče nepříjemností, kterou jsou však odhodláni překonat. Valère a Léonor se vzpouzejí a Scapin a Marine jim chtějí pomoci a chystaný sňatek zmařit (č. 5 sextet Venez, ma fille, approchez-vous... Est-ce bien vrai, ma mère... M'unir à lui! quele folie!).
Scapin slibuje svému pánu pomoci, k čemuž však potřebuje nějaké peníze, a řešení se už blíží. Scapin totiž potkává starého známého Champagne, pobudu a pijana, který však nyní seká dobrotu a slouží u Mathieua. Lichvář ho právě poslal s dopisem ke Grifonovi, aby vyzvedl poslední část dlužného obnosu za náhrdelník. Scapinovi nedá mnoho práce svést Champane z pravé cesty do krčmy. Marine se mezitím snaží Grifonovu chuť ke sňatku s Léonor zahnat tím, že mu dívku vykresluje v nelichotivých barvách (č. 6 polonéza Ah! croyez-moi, sa douceur est extrème), avšak bezúspěšně. Scapin se vrací v přestrojení a s dopisem od Mathieua, který uzmul Champagnovi, a převezme od Grifona 200 écu, za které hodlá zařídit onu smluvenou serenád. Champagne, který se zatím zcela opilý připotácí (č. 7 kuplet Boire et ne jamais se griser), chce od Grifona peníze od lichváře, ale ten o přirozeně odmítá.
Scapin přivádí hudebníky a předvádí je Grifonovi. Na ukázku zpívají italskou barkarolu (č. 8 O pescator dell'onda) a poté španělské bolero (č. 9 Amo te solo). Grifon je spokojen. Ale při té příležitosti se ho podvodní hudebníci zmocní a oberou ho o všechno – stejně jako Scapina, aby na něj nepadlo podezření, i když toho příliš není o co oloupit. Tu vtrhne Valère a před zraky paní Argamntové, Léonor a Marine svého vyděšeného otce zachrání a stejně tak i cenný náhrdelník (č. 10 sbor Profitons de ce moment propice). Grifon je za záchranu tak vděčný, že slibuje synovi cokoli, a ten si přeje Léonor. Grifon mu ji přenechává (zato peníze až po smrti!), svatba je smluvena a i Scapin si namluví Marine. Srenáda vše dovedla ke šťastnému konci (č. 11 finále-sextet Divine mélodie!).

## Instrumentace
Dvě flétny, dva hoboje, dva klarinety, jeden fagot; dva lesní rohy in C; smyčcové nástroje (housle, violy, violoncella a kontrabasy.